# Provinz Chikugo

Provinz Chikugo, heute Teil der Präfektur Fukuoka

Chikugo (japanisch 筑後国, Chikugo no kuni) war eine der historischen Provinzen Japans auf dem Gebiet des südlichen Teiles der heutigen Präfektur Fukuoka auf der Insel Kyūshū. Chikugo grenzte an die Provinzen Hizen, Chikuzen, Bungo und Higo.

## Geschichte
Die Provinz entstand Ende des 7. Jahrhunderts durch die Aufspaltung der alten Provinz Tsukushi (筑紫国) in die Provinzen Chikuzen („Vorder-Tsukushi“) und Chikugo („Hinter-Tsukushi“). Diese wurden kollektiv auch als Chikushū (筑州, „Tsukushi-Provinz(en)“) bezeichnet.
Die alte Hauptstadt der Provinz (kokufu) lag bei der modernen Stadt Kurume. In der Edo-Zeit wurde die Provinz in zwei Lehen geteilt. Der Tachibana-Clan erhielt den westlichen Teil mit Yanagawa als Hauptstadt und die Arima erhielten den Osten mit Kurume.

## Umfang
Die Provinz Chikugo umfasste folgende Landkreise (kōri, später -gun):
- Ikuha (生葉郡)
- Kamitsuma (上妻郡)
- Mihara (御原郡)
- Mii (御井郡)
- Miike (三池郡)
- Mizuma (三潴郡)
- Shimotsuma (下妻郡)
- Takeno (竹野郡)
- Yamamoto (山本郡)
- Yamato (山門郡)